# オスカル・フランソワ・ド・ジャルジェ
オスカル・フランソワ・ド・ジャルジェ（Oscar François de Jarjayes、1755年12月25日 - 1789年7月14日）は、池田理代子著の漫画『ベルサイユのばら』に登場する架空の人物で、マリー・アントワネットと並ぶもう一人の同作品の主人公。『ベルばらKids』にも登場している。

## 概要
幼い頃から男性として育られた男装の麗人。海外では"Lady Oscar"という呼称が一般的である。近衛連隊長としてマリー・アントワネットの護衛を務めていたが、フランス衛兵隊に異動した後、フランス革命に際し民衆側に就く。バスティーユ襲撃に参加し、戦死する。
作中でその死が描かれた後、実際に葬儀が催された。漫画の登場人物の葬儀としては『あしたのジョー』の力石徹についで2例目になる。オスカルの葬儀では参列者の中からすすり泣きも聞こえるなど、神妙な雰囲気のうちに進行したといわれている。
現在の漫画やアニメでもパターンとなっている、「男のような凛々しい喋り方をする美しい女性」の先駆け的な存在であり、後の漫画のキャラクターに多大な影響を与えたが、同時に社会現象にもなり、「オスカル様のため」という理由で恋人を振ったり婚約破棄をするなどの一方的な愚挙をしでかした女性が続出したほどだったという。
劇中では「オスカル（Oscar）はヘブライ語で『神と剣』という意味」という台詞が登場するが、現実ではゲール語のoscara（ "deer lover"または"deer friend"で「鹿の友」）、または古英語のOsgar（ "god spear"「神の槍」）が正しい由来と見られている。
オスカルを男装の麗人として描いた理由は、作者である池田理代子本人が、連載当時24～25歳と若く、男性心理が理解できないのに、革命時に市民の側に立った衛兵隊の隊長を描くための苦肉の策だったと語っている。

## 容姿
身長：178cm 体重：58kg B87・W63・H90 靴：25cm。血液型はA型(だった気がする)。
ウェーブのかかった豊かな金髪とダークブルーの瞳を持ち、颯爽とした美しさで同性と知りつつ女性の恋慕の対象となる。そんな誰もが羨む見事なブロンドだが、黒い騎士の偽者を強制されたアンドレに「放ったらかしの好き勝手な方向に向いている髪」と言われて激怒して自分自身でもそう思い気にしている様子が明らかとなり、毎朝苦労してセットしているとアンドレに言い返した。

## 人物
代々フランス王家の軍隊を統率してきたジャルジェ伯爵家の令嬢。レニエ・ド・ジャルジェ将軍と、ルイ13世の時代に宮廷画家を務めるも忘れ去られたロレーヌ公国の画家ジョルジュ・ド・ラ・トゥールの曾孫である貧乏貴族の令嬢ジョルジェットとの六女（末娘）。ジャルジェ将軍が男児に恵まれなかったため、男の子のように元気な産声をあげたオスカルは後継者になるべく男性として育てられた。
聡明で判断力に優れ、普段は冷静沈着に振る舞うが、父レニエに似て沸騰しやすい性格で正義感が強いあまりに激情に流されやすく、思わぬところで暴走することがある。また負けん気がかなり強く、気に入らない相手に唾を吐き捨てるなど下品な行為を見せる場面もある。見かねたアンドレに制止されることが多いが、衛兵隊に移ってからは感情も露わに激怒したアンドレを逆に制止することもあった。そうした面がある一方、作中では度々バイオリンや鍵盤楽器の演奏を披露するなどしており、基本的には名門貴族の名に恥じぬ文武両道を兼ね備えた人物である。
軍人として、「男」として凛々しく振る舞いながらも女性の心は保っており、普通の女として育てられた伯爵令嬢たる5人の姉が、当然のように得たモノを自分は諦めて生きなければならない事に苦しんでいる様子が窺える。フェルゼンの「寂しくはないのか」という問いに対し「女性としての人生を捨てて男性として生きていることに何の疑問も感じない」と答えたが、知らずに心の奥底に衝撃を受けていた。
将軍家の後継者として厳しく育てられた一方で、歴代の名門貴族に生まれ育ったためか世間知らずな部分もある。民衆に寄り添いたいとフランス衛兵隊に移った際は、それまで手柄を立てれば出世して当然と思い込んでいたため「4代以上続いた大貴族でなければ昇進できない」という規則を知らずアランに嘲笑された。また、黒い騎士事件で負傷してロザリーに介抱された際は、野菜の切れ端が浮かんだスープしか出せない彼女の生活状況に、今まで贅沢な食生活を送って民衆の暮らしを何も知らずにいたことを思い知る。
「黒い騎士」事件では、アンドレを囮に「黒い騎士」をおびき寄せようと考えつくが、デュ・バリー伯夫人と争うアントワネットを止めようとせずに見物した時の面白がる悪癖は治っておらず、鞭で左眼を打たれて失明の危機に陥ったアンドレを見て深く後悔することになった。
アントワネットの寵愛を受け、若くして近衛士官となり准将にまで進級して王妃に誠実に仕える。しかし民衆の苦しみを目の当たりにした事をきっかけに自らのなすべき道を模索した結果、その信念に基づいて近衛隊を辞し、フランス衛兵隊のベルサイユ常駐部隊長に就任した。そこで当時確執が残っていたアランらに見つかったフェルゼンを助けるが、その際王家に生を受けた者の義務として政略結婚で嫁ぎ、世継ぎの王子を産むことを定められたアントワネットの運命を想い、自身だったら耐えられぬと心を痛める。そしてその直後、オスカルを辱しめて追い出そうと企むアランらに拉致されるも、窮地を知ったアンドレに救われた（そして家族の生活を顧みない暴言を繰り返すアランらを、最終的には黙らせた）。
フランス革命の勃発に際しては、爵位を捨て一市民としてバスティーユ襲撃に参加。その際被弾し、要塞の陥落を見届け、「フランスばんざい」と言って戦死した。死後は、アンドレと共にアラスに葬られた様子。
革命の少し前から軽症の結核だったが周囲に知らせることはなかった。しかし、アンドレは口づけを交わした際にシャツに付着した血をメイドに尋ねられたことで薄々気づいていた。

## 対人関係

### アントワネットとの関係
最初からマリー・アントワネットに尽くしているかのように映るが、彼女が嫁いできた当初は特に肩入れしておらず、宮廷で自由に振る舞う彼女を見てその行く末に不安を感じていた。また、ルイ15世の娘たちに唆されたアントワネットがデュ・バリー伯夫人と激しく対立した際は、同盟の破綻による戦争の危機というフランスの一大事の元凶になる可能性があったにもかかわらず、どちらにも味方せず他人事として捉えていた。しかし、オスカルの人気に目を付けたデュ・バリー伯夫人と、彼女に対抗心を抱くアントワネットが、同時にオスカルの母・ジョルジェットを侍女にと願い出たことで、2人の諍いに自身と家族が巻き込まれてしまう。
しかし、フランスとオーストリアの同盟破綻を防ぐためデュ・バリー伯夫人に声をかけざるを得なくなったアントワネットが、フランス王室は娼婦に敗北したと涙を流す姿を見て、彼女の誇り高い心に感動し生涯の忠誠を誓った。母親が巻き込まれる形でアントワネットに深く関わったことで、初めて真の意味でアントワネットをフランスの女王だと認識する。終生の忠誠を誓うが、国家と国民のために有益であるか否かがオスカルの価値基準の根本であったため、民衆の苦しみを知ろうとしないアントワネットと袂を分かつことになる。

### 父・レニエとの関係
思春期の頃までは父親を尊敬し、その教えを疑うことなく受け入れていたが、徐々に王室に何処までも忠誠を誓う父レニエとは相反する道を選ぶようになる。跡継ぎの男子が欲しかった父親に男として育てらるが、結婚適齢期になると一転し、女性であることを理由に仕事を辞め結婚して子どもを産むことを要求され苦悩する。ロザリーの異母姉ジャンヌ・バロアが起こした「首飾り事件」に続いて「黒い騎士」ベルナール・シャトレが暴れていた頃から王侯貴族の支配に疑問を抱いて民衆に心を寄せるようになる。加えて、父曰く「謀反人どもか平民の読む本」とされるジャン・ジャック・ルソーやヴォルテールの書物を読み耽り、反抗期の子供の如く自身を「人形扱い」していると父レニエに反発するようになり、彼の言葉に耳を貸そうとはしなくなる。しかし、結婚騒動の際に女性でありながら男性・軍人として生きる心の拠り所として慕う母ジョルジェットから、父親の後悔・両親の我が子を想う親心を諭されて誤解を悟り、父親に謝意を述べた上で「生涯を武官として、軍神マルスの子として生きます。」とレニエに告げる。

### アンドレとの関係
子供の頃から、乳母の孫で馬丁でもあったアンドレと生活を共にし、軍人となってからも相棒のような存在であった。そのため、あまりに近すぎたアンドレの想いに気づかぬままフェルゼンに密かな想いを寄せるようになり、正体を隠して生涯に1度だけドレスを着用し女性としてフェルゼンの前に現れる。自らフェルゼンへの想いを断念し、近衛を辞めることを決意した夜に強姦まがいの告白をされるまでアンドレの想いに気づかず、完全に圏外に置いて彼の苦悩に気づかなかった。父の反対を退けて勝手に衛兵隊に移ったあと、求婚者が出現するもジェローデルだと知って何の気の迷いだと彼の真摯な想いを知らずに突っぱねたが、ベルサイユ中の独身男性を集めた舞踏会を台無しにした直後、女性としての幸福を求めていることを理解してくれていることにほだされかけた。父レニエに対する誤解とアンドレが無理心中を図ったこともあり、アンドレを不幸に出来ないと真摯に語るオスカルをみて潔く身を引いたジェローデルの姿に改めてアンドレとの関係を考えるようになる。
雨の降るある日、司令室で着替えるアンドレの半裸を見て彼を異性として意識するが、衝撃のあまり部屋を飛び出し絶叫してしまった。近すぎて兄妹として以上に考えたことがなく、初めてアンドレを男性として認識したのだった。同じ恋心を抱く恋敵ゆえにジェローデルは彼が分身だと看破していた。
その後、パリ市内で暴徒に襲われたのをフェルゼンに救われた際に「私のアンドレ」と叫んで漸くアンドレを愛している自身の心を自覚し、相思相愛になった後に結ばれた。

### ジェローデルとの関係
近衛連隊長の職を託したジェローデルが求婚者として現れ「最初から女性としてしか見ることが出来なかった」と彼に熱い想いを告げられるが、女性としての自己評価の低さゆえに「地位か財産目当てのプレイボーイくずれに違いない」と思い込んでいた勢いも手伝い、女性として扱う彼に「忘れてやるから頭を冷やせ」と吐き捨てて部屋を後にする。近衛時代、ジェローデルを部下として指揮を任せており、信頼はしていたものの異性としてはアンドレと同様に思いも寄らないことだった。レニエが他の求婚者を集めて縁談をやめるつもりがないため、舞踏会で女性を誘惑して踊り明かして台無しにして噂を広めることで縁談を潰そうと企む。しかし、ジェローデルに女性としての葛藤を看破され、やすらぎを与えたいと告げる彼に陥落しかけて意識がなかったのにアンドレに口づけされた時の感触を思い出し、ジェローデルの手から逃げ出してしまう。その矢先の、アンドレの無理心中未遂と父レニエに対する誤解が解けたことを経て、ジェローデルを呼び出し、たとえ話のように「アンドレを不幸にしないために誰とも結婚はしない」という回答に彼を愛しているのかと問われて「アンドレを愛しているかはわからないが、彼が不幸になるなら自身も不幸になる。」と真摯にその時点で理解しうる自身の心情を告白、身を引くという愛の形を示してジェローデルは去り、誰とも結婚しないことをアンドレに告げる。

## モデルについて
作者の池田理代子本人の語るところでは、オスカルは何人かのモデルから創造された架空の人物である。オスカルのモデルとなった人物としてはバスティーユ襲撃でほぼオスカルと同じ状況下で市民側に参加したスイス出身のピエール・オーギュスタン・ユラン（1758年 - 1841年）など数名の名前が上げられた。なお「ユラン伍長」という名前のキャラクターもオスカルの部下の1人として劇中にも登場している。
なお、作中で描かれたオスカルのフランス衛兵隊ベルサイユ常駐部隊長時代の軍服は、ルイ16世時代のものではなく美的デザイン的配慮により豪華絢爛な19世紀初頭のナポレオン帝政期のものを基にして描かれ、衛兵隊の軍服は近衛兵のもので資料が間に合わず訂正できなかった。

## 新・エピソード
2017年以降に池田理代子の発表した外伝的続編群、通称「ベルサイユのばら 新エピソード」でのオスカルは、以下のように、本編とは幾らか異なる描かれ方をしている。 
エピソード7のオスカル編に本編と同様に登場し人生を辿るが、アントワネットの輿入れが決まった11歳の頃よりオスカル曰く「姉上によく似た少女」が現れては煙のように消えるという不可解な現象に遭い、アントワネットの王太子妃としての初お目見えや仮面舞踏会の夜と幾度となく現れる少女の姿を目撃する。フェルゼンが再びフランスを訪れてしばらく経った深夜の教会で、黒ずくめの衣装と黒マスクを身に着けた男性と婚礼を挙げる女性の姿があった。参列者も花婿とおぼしき男性と同じくマスクをしており、全員消えてしまい愕然となる。生涯に1度だけドレスを纏い、自身と同じ容姿の謎の女性が先にフェルゼンと踊っていた夜、ベルサイユ宮殿の鏡の間の鏡に開いた異空間に引きずり込まれ、その女性こそが自身の諦めてきた女性の幸福そのものだと知る。女性の身で軍人として生きることに疑問を抱いたことはないとフェルゼンに問われて答えたが、そう言いつつ心の奥底では姉達のようにごく普通に女性として生きたいと願っていたことを「諦めた望みの具現」たる女性の出現でオスカルは自身の心の奥底に沈めていた自身の本心を悟った。フランス衛兵隊に転属、ジェローデルを筆頭とする求婚者の集う結婚騒動を経てアンドレと相思相愛になり、革命勃発により民衆側について戦うが、出動前夜に結ばれたばかりの夫アンドレを最初の戦いで失った悲しみに耐えてバスティーユ襲撃に参戦し、アンドレの後を追うように戦死する。臨終の際の「フランスばんざい」という言葉は本編と同じだが、周囲に誰もおらず、うつ伏せで表情は不明だった。
なお、エピソード6ではオスカルの両親の馴れ初めが描かれていて、その中で母ジョルジェットがジョルジュ・ド・ラ・トゥールの曾孫ゆえに、その子供であるオスカルは玄孫にあたることが明らかにされて生まれたばかりの赤児として登場した。
エピソード8ではロザリー・シャトレとジャルジェ将軍が王妃マリー・アントワネットの遺品の中で、革命委員会の差し入れの申し出に対してアントワネットが「ブレゲの時計」を望んでいるとロザリーが相談したことで最後の脱出計画を拒絶された直後のジャルジェ将軍が差し出した妻ジョルジェットの形見の天才時計師アブラアン・ブレゲの懐中時計を見て当時を振り返り、本編と同様に「首飾り事件」と黒い騎士の出現によりフランス国民の96%を占めるアンシャン・レジームによる第3身分の平民の深刻な王室離れを目の当たりにして終生の忠誠を誓った筈のマリー・アントワネットと王室を守り続けることが出来なくなり、ついには近衛隊を辞職して「フランス第一連隊（フランス衛兵隊）」に転出した末に、革命勃発により民衆側についてアンドレの後を追うようにバスティーユ襲撃で戦死する。

## 原作とTVアニメ版の相違点
- 気に入らないことがあったり軽蔑する相手などのことを話す時（ジャンヌに初めて会った時に本当のヴァロア家の血を引くか知れたものではないと呟いた時など）唾を吐き捨てる癖があったが、アニメ版では一切カットされた。
- 原作と小説では犬猿の仲だったジャルジェ将軍とフランス衛兵隊移動後の上司にあたるブイエ将軍だったが、TVアニメでは古くからの友人であり（第1話から登場）、オスカルお見合いへ向けての舞踏会も主催する。
- アンドレに「お前も堕落した貴族と同類か? ばあやの孫でなければ殴ったところだ!」と激怒するシーンが原作・アニメの双方にあるが、原作ではアントワネットのサロンの誘いを断った時だが、アニメでは同盟の危機を自身の意地で招いたことを悔いてアントワネットがデュ・バリー夫人に声をかけることになったことでアンドレが残念だなと言った際にセリフを言う箇所が変更された。
- アントワネットとデュ・バリー伯夫人のどちらかの侍女にと母親が巻き込まれた際、原作では国王の命令だというジャルジェ将軍の言葉で嫌々アントワネットにと承諾したが、アニメではなおも頑なに国王の命令であっても断ってくれと突っぱね、アンドレの必死の説得でなんとか正統なるフランスの女王たるアントワネットにと折れた。
- 追放されるデュ・バリー夫人や投獄されたジャンヌに対してなど、「相手を惨めにさせず、生きる希望を持たせるための嘘」をつくことがある。
- デュ・バリー夫人から身の上話を聞かされたり、アラスへ出かけた際に平民の暮らしぶりを目の当たりにする等、バスティーユでの寝返りへ向けた伏線が多く登場する。
- 宮廷中にフェルゼンとの噂が広まりつつあったアントワネットに「フランス女王としてのお立場をお忘れですか?」と訴えた直後、彼女からの反論に遭い女心を理解できなかったことに打ちのめされるが、アニメでは河の岸辺でフェルゼンに対する片恋に涙しつつ独白する姿に変更された。
- シャルロット・ド・ポリニャックが塔の上から投身自殺を遂げるが、原作ではポリニャック伯夫人の刺客に負わされた怪我で助けられなかったのを「天罰だ」と言い訳したが、アニメではアンドレやロザリーと共に他の貴族たちと同様に呆然とシャルロットが自殺を遂げるのを見つめるだけに変更された。
- アンドレの左眼を傷つけたことに激昂してアンドレに制止されるというシーンは削除され、怒りに震えながらも冷静に黒い騎士（ベルナール）を捕縛した。
- アンドレに強姦未遂での告白された後、自身と同じ苦しみを味わうアンドレから遠ざかり距離を置こうとした。
- 原作では黒い騎士（ベルナール）にアンドレの右眼を潰された時と暴徒に襲われて咄嗟に口走ったのと2回「私のアンドレ」と言っているが、TVアニメでは暴徒に襲われた時の1回に変更された。
- アンドレの着替えを見て初めて彼を異性として意識して動揺するあまり怒鳴ったが、アニメではカットされた。
- 健康を損なって受診したオスカルがジャルジェ家の主治医ラソンヌから聞いてアンドレが失明寸前だと知り、アンドレは逆にオスカルが結核に蝕まれていることを知らぬまま絶命した。
- 原作ではヴァイオリンを弾くが、アニメではクラヴサンを弾いている。
- 原作ではバスティーユに白旗がたなびくのを目にして絶命するが、アニメではアラン達に砲撃の命令を出しながらバスティーユ陥落の1時間前に落命。運ばれた路地裏にはロザリーの他、毛布を運んで手当をする近隣の住人、死を看取る医師などの姿が描かれている。
- 後のフランス皇帝ナポレオンと会うことがなかった。
- 臨終の言葉が「フランスばんざい」だった原作とは異なり、さよならの意味の「アデュー」だった。

## 年表
- 1755年12月25日： ベルサイユの近く、ジャルジェ家に生まれる。以後、男として育てられる。
- 1773年6月8日： 王太子と王太子妃の初の正式なパリ訪問の際、近衛連隊長付近衛兵として警備を務める。当時大尉。
- 1774年1月30日： 夜、パリのオペラ座における仮装舞踏会で、マリー・アントワネットとフェルゼンが初めて出会う。オスカルも含め、3人が初めて顔を合わせた。
- 1774年春： アンドレが不注意で王太子妃に怪我をさせた際、フェルゼンとともにアンドレをかばう。アンドレは奇跡的に無罪となる。
- 1774年5月： ルイ15世崩御の後、深夜、棺がサン・ドニ教会に運ばれるのを、40名の近衛兵とともに守る。
- 1775年夏： 王妃となったマリー・アントワネットの計らいにより、大佐に昇進。近衛連隊長となる。
- 1775年夏： ヴェルサイユ宮殿内オペラ館における晩餐会において、ド・ゲメネ公爵と口論、決闘となるところ、王妃から1箇月の謹慎を命じられる。その間、アラスにあるジャルジェ家の領地を視察する。
- 1776年から1777年頃： オスカルの母を自分の母の仇と間違えたロザリーを引き取り、ジャルジェ家で貴婦人に育てる。
- 1784年7月： 夜、ローアン大司教とマリー・アントワネットに扮した娼婦のオリバ嬢の密会の際、たまたま近くを通り、ローアン大司教を目撃する。
- 1785年8月15日： ヴェルサイユ宮殿・鏡の間で、ブイエ将軍の命により首飾り事件についてローアン大司教を逮捕する。また、その足で、犯人と目されるジャンヌを逮捕する。また、その後サルペトリエール牢獄より脱獄したジャンヌと事件後逃亡していた夫の近衛連隊大尉ニコラス・ド・ラ・モット伯爵を潜伏先のサベルヌにおいて取り押さえる。その功により准将に昇進。
- 1787年春： 黒い騎士事件。黒い騎士をとり逃したということを理由に、マリー・アントワネットに自分の降等処分を願い出る。結果、近衛隊を辞め、フランス衛兵隊のベルサイユ常駐部隊長に就く。
- 1788年： ブイエ将軍のベルサイユ訪問における閲兵式で、アランら部下が将軍を侮辱する。衛兵隊を辞めようとするが部下に止められる。
- 1788年9月： 近衛連隊での元部下ジェローデルがジャルジェ家を訪問し、オスカルに結婚を申し込む。
- 1788年10月： ジャルジェ家で舞踏会を開催する。オスカルへの求婚者を集めるが、オスカルが男の服を着ることで舞踏会は破綻する。
- 1788年10月： アンドレが毒入りワインを用意し、オスカルとの無理心中を図るが、結局、飲まず。
- 1788年11月： アンドレとともに馬車でパリに向かうが、パリで民衆に襲われる。フェルゼンに助けられる。
- 1788年12月： 衛兵隊から2週間の休暇を取る。同じ日、王太子ルイ・ジョゼフと遠乗りする。ルイ・ジョゼフと会う最後の日となる。
- 1788年12月： 休暇明け、隊に顔を見せない部下アランの家を訪ねる。妹ディアンヌが自殺したために狂ってしまっていたアランを見つけ、正気に戻らせる。
- 1789年5月4日： 翌日の三部会開会に先立つサン・ルイ教会でのミサに向かう三部会議員の行列を、スイス人近衛連隊とともにフランス衛兵隊が護衛。
- 1789年6月19日： ブイエ将軍が、三部会会議場の入り口の閉鎖を命ずる。命令を拒みきれず、議場を閉鎖。
- 1789年6月20日： 国民議会派がジュー・ド・ポームで団結を誓った際、その前でナポレオンとすれ違う。
- 1789年6月23日： 国王が三部会議員を再び集めるにあたり、議場の前で指揮を取っていたドルー・ブレゼ侯が平民議員のみを裏口に回らせようとしたのに腹を立てる。また、平民派が国王の命に背いて退場しないため、ブイエ将軍が衛兵隊を会議場に侵入させようとしたが、これを拒否する。同じく部下らも命令を拒否し、部下らは1班全員が投獄される。オスカルへの処分は行なわれなかったが、オスカルの行動に父ジャルジェ将軍が激昂。父がオスカルに剣を向けたところへアンドレが命がけで飛び込み、その場を収める。この後、オスカルはアンドレに初めて自分の愛を告白する。
- 1789年6月30日： ベルナール・シャトレに協力を持ちかけ、アベイ牢獄に投獄された12名の部下を釈放することに成功する。
- 1789年7月11日： 連隊本部よりフランス衛兵隊へ、13日にテュイルリー宮広場へ向けての出動が命じられる。
- 1789年7月12日： 馬に乗る若き日のオスカルの肖像画が完成する。その夜、アンドレと結ばれる（アニメ版ではこの直前に「私ごとき娘を愛し、お慈しみ下さって本当に有難う御座いました」という父に宛てた今生の別れとも言うべき文をマロンに遺していた。これをマロンが読み上げ、ジャルジェ将軍は「（死ぬことは）許さん!　許さんぞ、オスカル!」と叫んでいる）。
- 1789年7月13日： テュイルリー宮広場で発生した暴動の知らせを聞き、爵位を捨て民衆の側に立つことを決意する。部下ダグー大佐がベルサイユに帰るのは止めず、広場でドイツ人騎兵隊と戦闘し勝利するが、アンドレはオスカルをかばい、銃撃を受けて死亡する。
- 1789年7月14日： 民衆のバスティーユ牢獄襲撃にフランス衛兵隊を率いて参加、善戦するも、ド・ローネー侯の部下の狙撃に遭う。バスティーユの上に白旗が上がるのを見た直後、落命する（33歳没）。

## 他作品に起用・登場
オスカルは『ルパン三世 (TV第2シリーズ)』の一般公募作品第2弾の第101話「ベルサイユは愛に燃えた」に貴族社会の復活を企む「黒百合党」の一員として登場している。アンドレも登場しているが、回想の中でのみの存在であり、詳細は不明ながら王妃の怒りに触れてアンドレは石化されノルマンディーの海岸に彫像として置かれているという設定で台詞は無かった。なお、劇中では終始アンドレを深く愛して原作・アニメでフェルゼンと生涯にただ一度の女性としてのダンスと思い定めたオダリスク風のピンクのドレスを纏っており、一人称は「僕」→「私」と途中から変わる。また、原作やアニメでは見られなかった女性語を多用している。なお、回想の中のアンドレは金髪緑眼だった。ルパンとの決闘に敗れるもマリー・アントワネットの宝冠の青真珠を貰い、その中にあった「人間を石化する秘薬」を飲んでアンドレの石像に寄り添い自身も石像と化す。決闘でルパンにより軍服を五右ェ門の斬鉄剣で切り刻まれて全裸になるまで、ルパン一味は誰も女性だと気づかなかった。
また、『ルパン三世』や『ベルサイユのばら』同様東京ムービー（この時代では既にトムス・エンタテインメント）が制作した『とっとこハム太郎』の第1期（無印）第71話「とっとこはじめて! 動物病院」で情熱的な獣医師である「オスカル動物病院」の院長であるオスカル月島（声：斎賀みつき）として、アンドレ星垣（声：森久保祥太郎）と一緒に出演している。ここでは、オスカルのブロンドの髪は茶色になっている。

## キャスト
声優
- 田島令子（テレビアニメ版）
- 鈴木れい子（テレビアニメ版・幼少期）
- 二木てるみ（ルパン三世 (TV第2シリーズ)・第101話）
- 汀夏子（実写映画版・吹き替え）
- 戸田恵子（劇場版）
- 三咲レア（現・蘭香レア / ドラマCD・Vol.1）
- 森川智之（ドラマCD・I・II・FIN）
- 涼風真世（Webアニメ版）
- 沢城みゆき (劇場版2025年)

俳優
- 森田日記（梅田コマ劇場ミュージカル版）
- カトリオーナ・マッコール（実写映画版）
- パッツィ・ケンジット（実写映画版・幼少時代）

『宝塚歌劇』にてオスカルを演じたキャストについては、「ベルサイユのばら (宝塚歌劇)#配役一覧」を参照。